# 一肇
一 肇（にのまえ はじめ）は日本の小説家、ライトノベル作家。2024年までニトロプラスに所属していた。

## 概要
ザ・スニーカー2006年10月号（角川書店）より連載を開始した『桜ish―推定魔法少女―』にてデビュー。その後小学館に活動舞台を移す。『桜ish』刊行時はデジターボ所属であったが、『フェノメノ』連載時にはニトロプラス所属となっている。
『フェノメノ』は過去小学館で刊行された『幽式』と世界観・時系列・一部登場人物が共通している。

## 主な作品

### 小説

#### 単行本

##### 桜ish―推定魔法少女―
- 桜ish―推定魔法少女― (1) 桜舞い降りた（2007年6月 角川スニーカー文庫）- 原作：デジターボ
- 桜ish―推定魔法少女― (2) 加速連鎖は恋心（2007年10月 角川スニーカー文庫） - 原作：デジターボ

##### フェノメノ
- フェノメノ 美鶴木夜石は怖がらない（2012年6月 星海社FICTIONS / 2015年11月 星海社文庫）
- フェノメノ 弐 融解ファフロツキーズ（2013年2月 星海社FICTIONS）
- フェノメノ 参 収縮ファフロツキーズ（2013年4月 星海社FICTIONS）
  - 【改題・合本】フェノメノ 弐 融解／収縮ファフロツキーズ（2016年1月 星海社文庫）
- フェノメノ 肆 四回廊事件（2013年11月 星海社FICTIONS）
  - 【改題】フェノメノ 参 四回廊事件（2016年3月 星海社文庫）
- フェノメノ 伍 ナニモナイ人間（2014年6月 星海社FICTIONS）
  - 【改題】フェノメノ 肆 ナニモナイ人間（2016年5月 星海社文庫）
- フェノメノ 陸 美鶴木夜石は微笑まない（2015年6月 星海社FICTIONS）
  - 【改題】フェノメノ 伍 美鶴木夜石は微笑まない（2016年7月 星海社文庫）

##### その他の小説
- 幽式（2008年11月 ガガガ文庫）
- 小説版 魔法少女まどか☆マギカ（2011年8月 Nitroplus Books【初回限定版】 / 2011年12月 Nitroplus Books【上・下】） - 原作：Magica Quartet、監修：虚淵玄
  - 【改題】小説 魔法少女まどか☆マギカ（2012年5月 まんがタイムKRノベルス）
  - 【改題】魔法少女まどか☆マギカ（2013年10月 星海社文庫【上・下】）
- くくるくる（2010年9月 ガガガ文庫）
- 願いの叶う家（2012年9月 星海社FICTIONS）
- 少女キネマ 或は暴想王と屋根裏姫の冒険（2014年2月 KADOKAWA / 2017年2月 角川文庫）
- 僕だけがいない街 Another Record（2016年3月 KADOKAWA / 2018年8月 角川文庫） - 原作：三部けい
- 黙視論（2017年5月 KADOKAWA）

#### アンソロジー掲載
- 銀とクスノキ 〜青髭館殺人事件〜 - 『謎の館へようこそ 白 新本格30周年記念アンソロジー』（2017年9月 講談社タイガ）

### ゲーム
- フェノメノ 美鶴木夜石は怖がらない ビジュアルノベル版（ニトロプラス、2012年） - 脚本
- 咲う アルスノトリア（ニトロプラス、2021年 - ） - 原案・メインシナリオ

### エッセイ等
- 「特別対談 in 京都 Dialogue 綾辻行人 × 一肇」（『ジャーロ』No.54 2015 SUMMER〈2015年6月 光文社〉 掲載 / 『シークレット 綾辻行人ミステリ対談集 in 京都』〈2020年9月 光文社〉 収録）
- 「a day in my life」case.180（『小説すばる』2018年2月号〈2018年1月 集英社〉 掲載）